# Dafne (mitologia)
Dafne (gr. Δάφνη Dáphnē, łac. Daphne "laur", "wawrzyn") – w mitologii greckiej jedna z nimf; ulubienica Artemidy; ukochana Apollina.
Uchodziła za córkę boga Penejosa lub boga Ladona i Gai. Daremnie próbując uciec od zakochanego w niej Apollina, Dafne wyprosiła u ojca, aby zmienił ją w drzewo wawrzynu. Symbol miłości niedostępnej i dziewictwa.

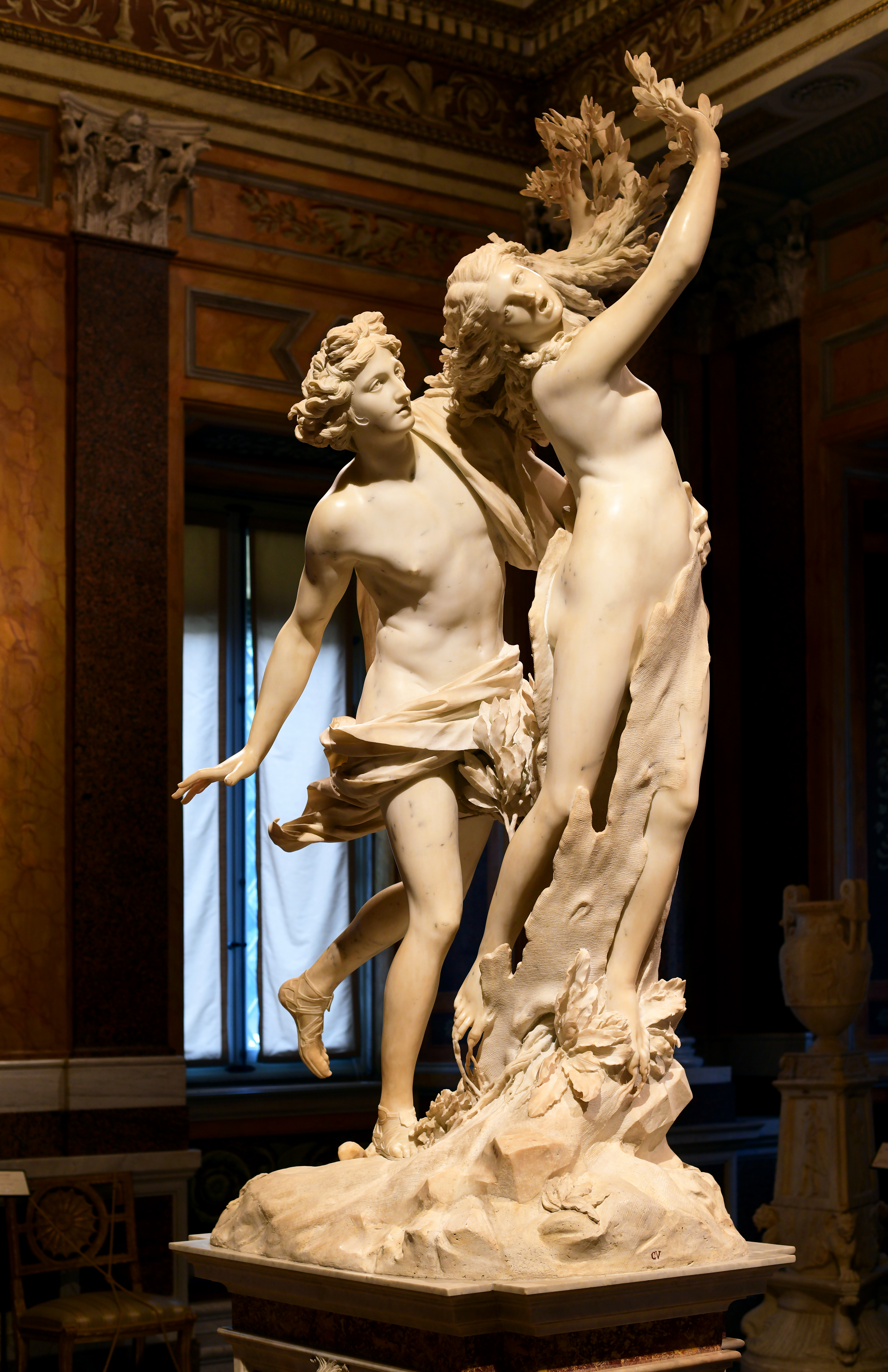
Apollo i Dafne

## Dafne w kulturze

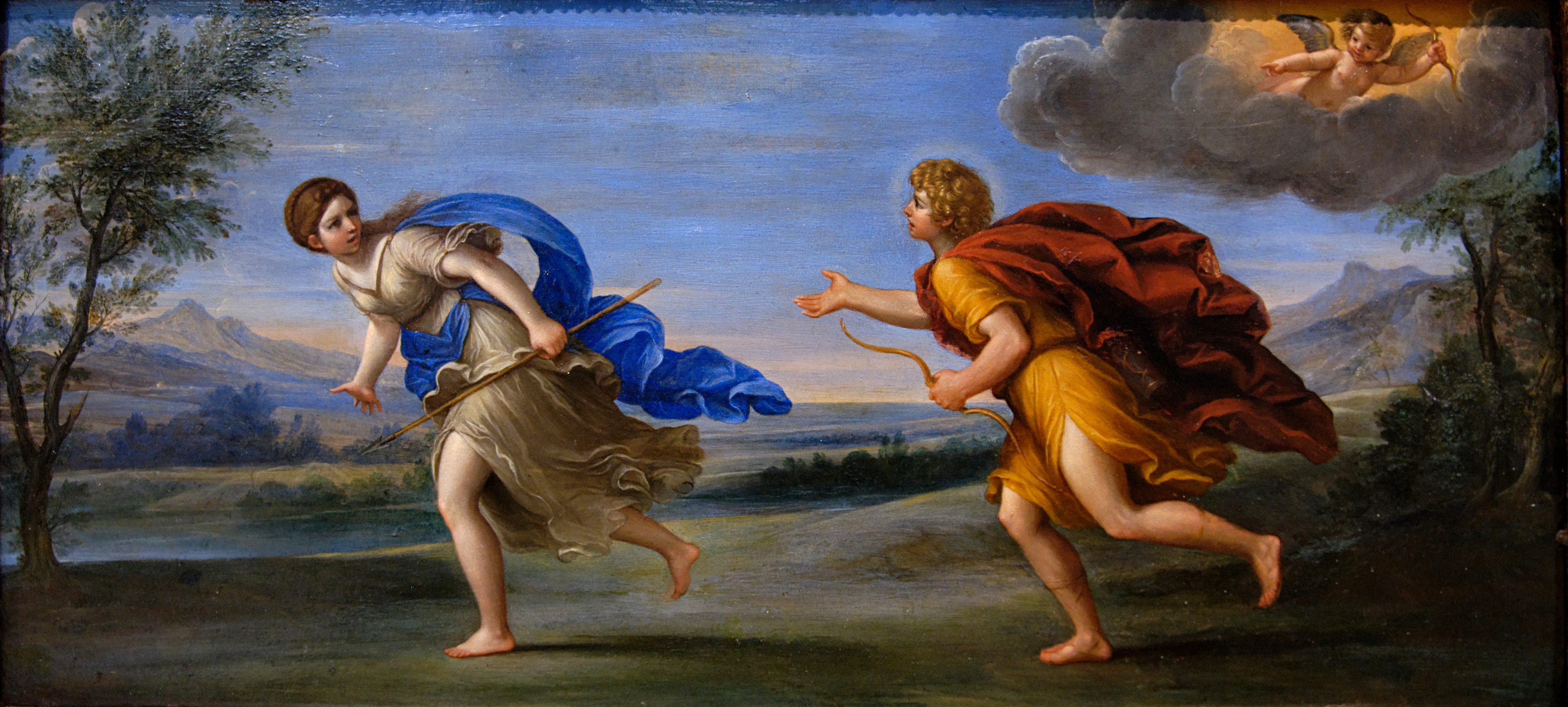
Ucieczka Dafne

Temat Dafne interesował twórców kultury od antyku, po czasy współczesne. To właśnie imię tej nimfy stanowi tytuł pierwszej opery w historii (Jacopo Peri, Dafne). W XX wieku podjął go w operze na nowo Richard Strauss (Dafne). Gian Lorenzo Bernini wyrzeźbił w kamieniu scenę przemiany dziewczyny ("Apollo i Dafne" 1622 – 1625 r.). Nicolas Poussin uwiecznił metamorfozę Dafne na obrazie Apollo i Dafne (1625 r.). Słynny opis metamorfozy Dafne podał rzymski poeta Owidiusz:

Zaledwie to wyrzekła, dziwne odrętwienie wiąże jej ciało: miękką pierś oblekła cienka kora, włosy przechodzą w liście, ramiona w gałęzie. Stopę, tak lekką dotąd, pętają twarde korzenie. Z czoła wystrzela wierzchołek, ale wdzięk jeszcze pozostał. Jeszcze ją kocha Febus. Kładzie rękę na pniu i czuje, jak pod świeżą korą drży jej serce. Obejmuje gałęzie jak żywe ciało ramionami, całuje drewno, ale drewno jeszcze odpycha pocałunki.